# 탈라타! 탈라타!
탈라타! 탈라타!(그리스어: Θάλαττα! θάλαττα!, →바다다! 바다다!)는 아케메네스 제국의 왕 다리우스 2세의 아들 소(小) 키루스가 고용한 그리스 용병대가 패전 이후 고향으로 돌아가기 위한 기나긴 행군 끝에 아나톨리아 북부 흑해에 도달했을 때 외쳤다고 알려진 말로, 용병대를 이끌던 크세노폰이 기록한 아나바시스에 기록되어 있다. 본 사건의 시대는 BC 400년경으로 보고 있다.